# Fertans
Fertans est une commune française située dans le département du Doubs, la région culturelle et historique de Franche-Comté et la région administrative Bourgogne-Franche-Comté.
Ses habitants sont les Fertanais et Fertanaises.

## Géographie
Fertans est un petit village typiquement comtois, situé au cœur d'un paysage de moyenne montagne, à 30 km au sud de Besançon.

### Climat
Pour des articles plus généraux, voir Climat de la Bourgogne-Franche-Comté et Climat du Doubs.
En 2010, le climat de la commune est de type climat de montagne, selon une étude du Centre national de la recherche scientifique s'appuyant sur une série de données couvrant la période 1971-2000. En 2020, Météo-France publie une typologie des climats de la France métropolitaine dans laquelle la commune est exposée à un climat semi-continental et est dans la région climatique  Jura, caractérisée par une forte pluviométrie en toutes saisons (1 000 à 1 500 mm/an), des hivers rigoureux et un ensoleillement médiocre. 
Pour la période 1971-2000, la température annuelle moyenne est de 9 °C, avec une amplitude thermique annuelle de 16,7 °C. Le cumul annuel moyen de précipitations est de 1 368 mm, avec 13,8 jours de précipitations en janvier et 10,2 jours en juillet. Pour la période 1991-2020, la température moyenne annuelle observée sur la station météorologique de Météo-France la plus proche, « Coulans », sur la commune d'Éternoz à 6 km à vol d'oiseau, est de 10,5 °C et le cumul annuel moyen de précipitations est de 1 259,2 mm. 
La température maximale relevée sur cette station est de 38,7 °C, atteinte le 24 août 2023 ; la température minimale est de −18,9 °C, atteinte le 20 décembre 2009,,. 
Les paramètres climatiques de la commune ont été estimés pour le milieu du siècle (2041-2070) selon différents scénarios d'émission de gaz à effet de serre à partir des nouvelles projections climatiques de référence DRIAS-2020. Ils sont consultables sur un site dédié publié par Météo-France en novembre 2022.

## Urbanisme

### Typologie
Au 1er janvier 2024, Fertans est catégorisée commune rurale à habitat dispersé, selon la nouvelle grille communale de densité à 7 niveaux définie par l'Insee en 2022.
Elle est située hors unité urbaine. Par ailleurs la commune fait partie de l'aire d'attraction de Besançon, dont elle est une commune de la couronne,. Cette aire, qui regroupe 310 communes, est catégorisée dans les aires de 200 000 à moins de 700 000 habitants,.

### Occupation des sols
L'occupation des sols de la commune, telle qu'elle ressort de la base de données européenne d’occupation biophysique des sols Corine Land Cover (CLC), est marquée par l'importance des territoires agricoles (52,8 % en 2018), en diminution par rapport à 1990 (54,3 %). La répartition détaillée en 2018 est la suivante : 
forêts (42,1 %), zones agricoles hétérogènes (27,3 %), prairies (25,5 %), zones urbanisées (5,1 %). L'évolution de l’occupation des sols de la commune et de ses infrastructures peut être observée sur les différentes représentations cartographiques du territoire : la carte de Cassini (XVIIIe siècle), la carte d'état-major (1820-1866) et les cartes ou photos aériennes de l'IGN pour la période actuelle (1950 à aujourd'hui).

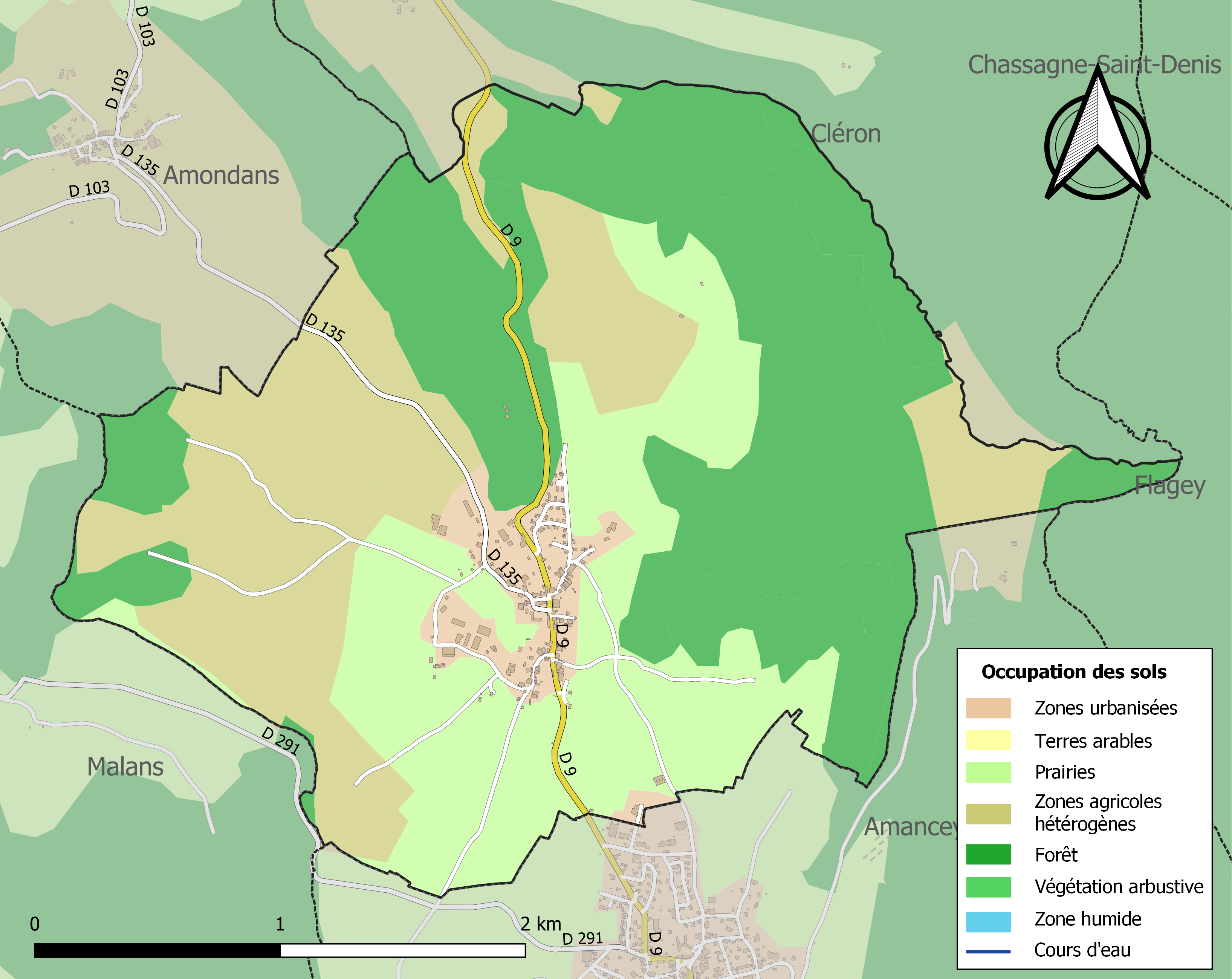
Carte des infrastructures et de l'occupation des sols de la commune en 2018 (CLC).

## Toponymie
Fertens en 1149 ; Fertans en 1172 ; Fartans en 1276 ; Fertans en 1278 ; Fertamps en 1392 ; Villayer de 1749 à 1791 ; Fertans depuis le 16 septembre 1791.

## Histoire

### Le Moyen Âge
Au XIIe siècle, apparait une famille, sans doute vassale des Montfaucon auxquels appartenait la contrée. Un Étienne de Fertans existait en 1150 : il avait quatre fils, Guillaume, Hugues, Aymon et Humbert. Au XIIIe siècle, la situation féodale de Fertans est complexe. Il y a une « pooté » qui appartient à la branche de Scey des Montfaucon-Montbéliard ; la famille des Fertans y possèdent deux maisons-fortes. C'est à cette époque que Jean Ier de Chalon, après avoir renoncé en 1237, à toutes ses possessions outre-Saône, commence à s'implanter dans la région salinoise et sur les plateaux du Jura. Dès 1260, Richard de Montbéliard, sire de Scey, fils de Pierre IV de Scey, se déclare homme-lige de Jean de Chalon pour la prévôté de Fertans. Après la mort de Jean, c'est Étienne de Scey qui déclare tenir en fief de Laure, sa veuve, la maison-forte qu'Odon de Fertans tenait de lui.
À la fin du XIIIe siècle, la situation se clarifie un peu avec le mariage de Jeanne de Fertans avec Raald de Scey. Dès cette époque, on ne parle plus que d'un seul château de Fertans et les Scey restent, seuls, vassaux des Chalon. Il faut attendre le XVIe siècle pour voir une nouvelle modification féodale, avec le mariage de Madeleine de Scey et d'Étienne de Montrichard, sieur de Flammerans. Ce sont désormais les Montrichard qui vont tenir Fertans.

### LeXVIIIesiècle
En 1734, Alexandre-Joseph de Montrichard meurt, dernier de sa branche. La seigneurie, vendue par décret, est acquise en 1737, par François de Renouard, sieur de Fleurey. Celui-ci était originaire de Bretagne où il portait le titre de comte de Villayer. Il demande au roi de transférer ce titre à Fertans, autorisation qu'il obtint en 1749. Pour un demi-siècle, la terre et le village de Fertans s'appelèrent donc Villayer. Ce n'est que le 16 septembre 1791 que Villayer reprend le nom de Fertans.

### La Révolution et l'Empire
La Révolution fut très mal accueillie. Promue chef-lieu de canton, la commune ne le resta que quelques mois, jusqu'en octobre 1790, date à laquelle le chef-lieu fut transféré à Amancey, au grand dam des habitants. Dès la fin de 1790, le curé de Fertans refusa de prêter le serment constitutionnel. Il fit cette déclaration en chaire, à la messe dominicale. De la foule, un chirurgien de la localité lui tira un coup de pistolet, sans l'atteindre. En mai 1791, le curé Chaput fut dénoncé « comme ayant prêché de la manière la plus outrageante contre les législateurs français ». On transféra aussitôt la cure à Amancey, car le nouveau curé - constitutionnel celui-là - ne put rester « au milieu d'un peuple fanatique qui refuse de le reconnaitre ». Canton, paroisse, Fertans perdait tout au profit du village voisin. À la fin de 1793, c'est au tour de la municipalité d'être suspendue, car « tous les membres sont gangrénés d'aristocratie et de fanatisme ». Quand, en janvier 1796, Marcot, un patriote, se rendit acquéreur du château, il fut l'objet de tant de querelles qu'il demanda au département, l'envoi de troupes pour rétablir l'ordre.
C'est sous le Premier Empire que le village retrouva une certaine importance avec le transfert de la gendarmerie d'Éternoz, créée en 1798, à Fertans où elle devait rester jusqu'en 1854, année où elle fut établie à Amancey.

## Politique et administration
| Période                                  | Période  | Identité       | Étiquette  | Qualité  |
| ---------------------------------------- | -------- | -------------- | ---------- | -------- |
| mars 2008                                | mai 2020 | Marcel Gillard | DVD-UMP-LR | Retraité |
| mai 2020                                 | En cours | Adrien Bart    | DVD        |          |
| Les données manquantes sont à compléter. |          |                |            |          |

## Démographie
L'évolution du nombre d'habitants est connue à travers les recensements de la population effectués dans la commune depuis 1793. Pour les communes de moins de 10 000 habitants, une enquête de recensement portant sur toute la population est réalisée tous les cinq ans, les populations de référence des années intermédiaires étant quant à elles estimées par interpolation ou extrapolation. Pour la commune, le premier recensement exhaustif entrant dans le cadre du nouveau dispositif a été réalisé en 2005.

En 2022, la commune comptait 314 habitants, en évolution de +21,24 % par rapport à 2016 (Doubs : +1,88 %, France hors Mayotte : +2,11 %).
| 1793 | 1800 | 1806 | 1821 | 1831 | 1836 | 1841 | 1846 | 1851 |
| ---- | ---- | ---- | ---- | ---- | ---- | ---- | ---- | ---- |
| 345  | 335  | 339  | 391  | 394  | 370  | 368  | 380  | 371  |

| 1856 | 1861 | 1866 | 1872 | 1876 | 1881 | 1886 | 1891 | 1896 |
| ---- | ---- | ---- | ---- | ---- | ---- | ---- | ---- | ---- |
| 335  | 340  | 332  | 314  | 311  | 304  | 281  | 305  | 286  |

| 1901 | 1906 | 1911 | 1921 | 1926 | 1931 | 1936 | 1946 | 1954 |
| ---- | ---- | ---- | ---- | ---- | ---- | ---- | ---- | ---- |
| 285  | 288  | 296  | 262  | 268  | 271  | 266  | 237  | 219  |

| 1962 | 1968 | 1975 | 1982 | 1990 | 1999 | 2005 | 2006 | 2010 |
| ---- | ---- | ---- | ---- | ---- | ---- | ---- | ---- | ---- |
| 186  | 154  | 152  | 169  | 155  | 217  | 237  | 235  | 255  |

| 2015 | 2020 | 2022 | - | - | - | - | - | - |
| ---- | ---- | ---- | - | - | - | - | - | - |
| 261  | 304  | 314  | - | - | - | - | - | - |

## Culture locale et patrimoine

### Lieux et monuments
- L'église Saint-Léger est le plus vénérable témoin de l'histoire du village, puisqu'elle date du XIIe siècle. Le clocher fut édifié au XIVe siècle, la flèche au XVIe et le portail date du XVIIIe.

Le transept et le chœur furent toutefois réaménagés entre 1741 et 1774, mais l'on peut voir encore d'anciennes dalles funéraires ainsi que la cave baptismale et un groupe de statues, sculptées au XVIe siècle et représentant sainte Sophie et ses trois filles. Ces dernières auraient subi le martyre à Rome sous Hadrien et Sophie elle-même serait morte en paix en priant pour ses trois filles. C'est une allégorie à la divine sagesse, source des trois vertus : foi, espérance et charité.
Elle fait l'objet d'une inscription au titre des Monuments historiques depuis le 21 juin 1988.
- Le château de Fertans a son origine au XIIIe siècle, mais fut en partie détruit en 1638, période de la guerre de Dix Ans. De cette époque, il ne reste que les vestiges de la partie Est. L'ensemble fut reconstruit au XVIIe siècle.
- Le ruisseau de la Mée qui traverse longitudinalement le village et crée une belle cascade de 20m de hauteur au sortir de l'ancien moulin.  Il rejoint ensuite le ruisseau de Norvaux  à l'entrée Cléron.

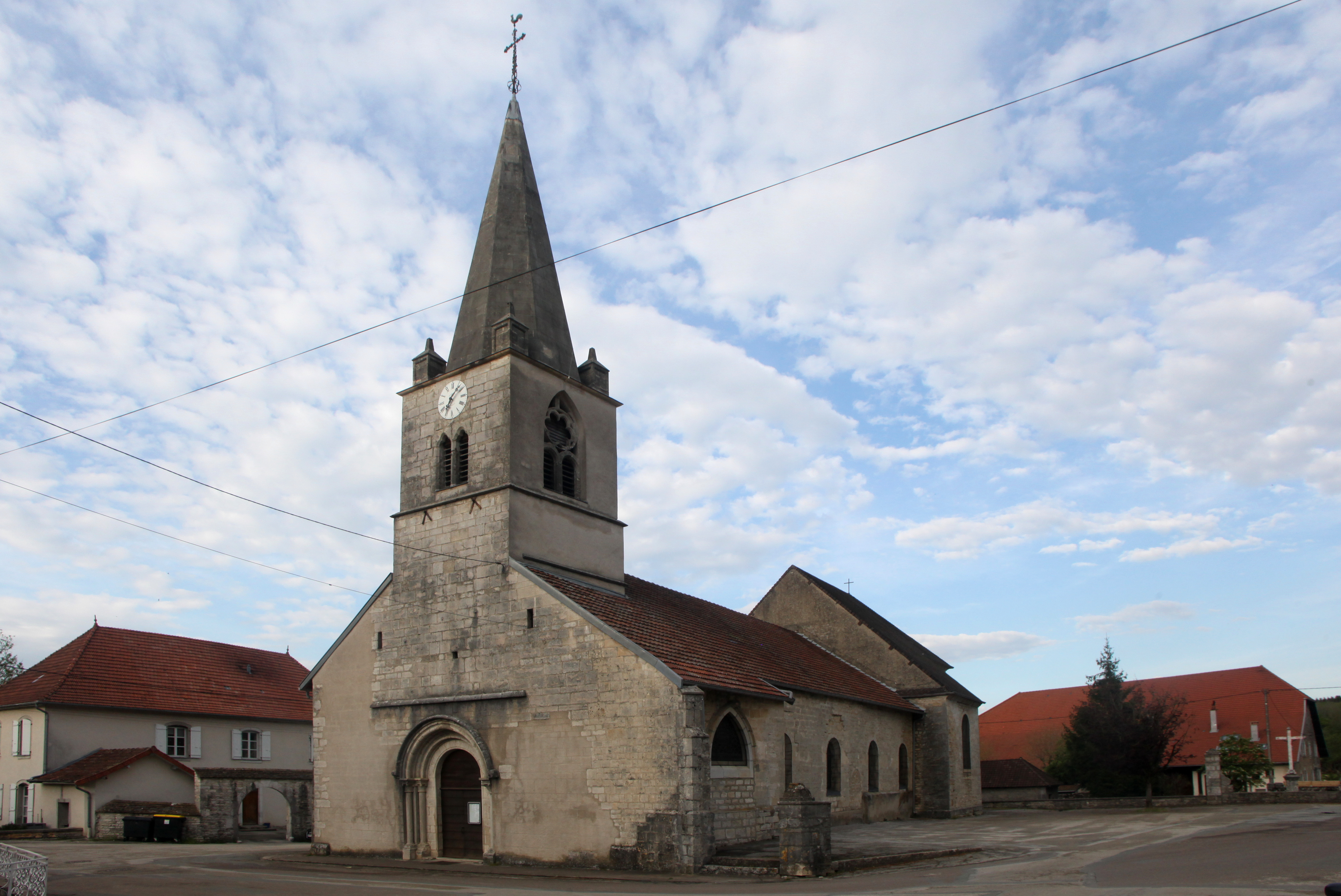
Église Saint-Léger.
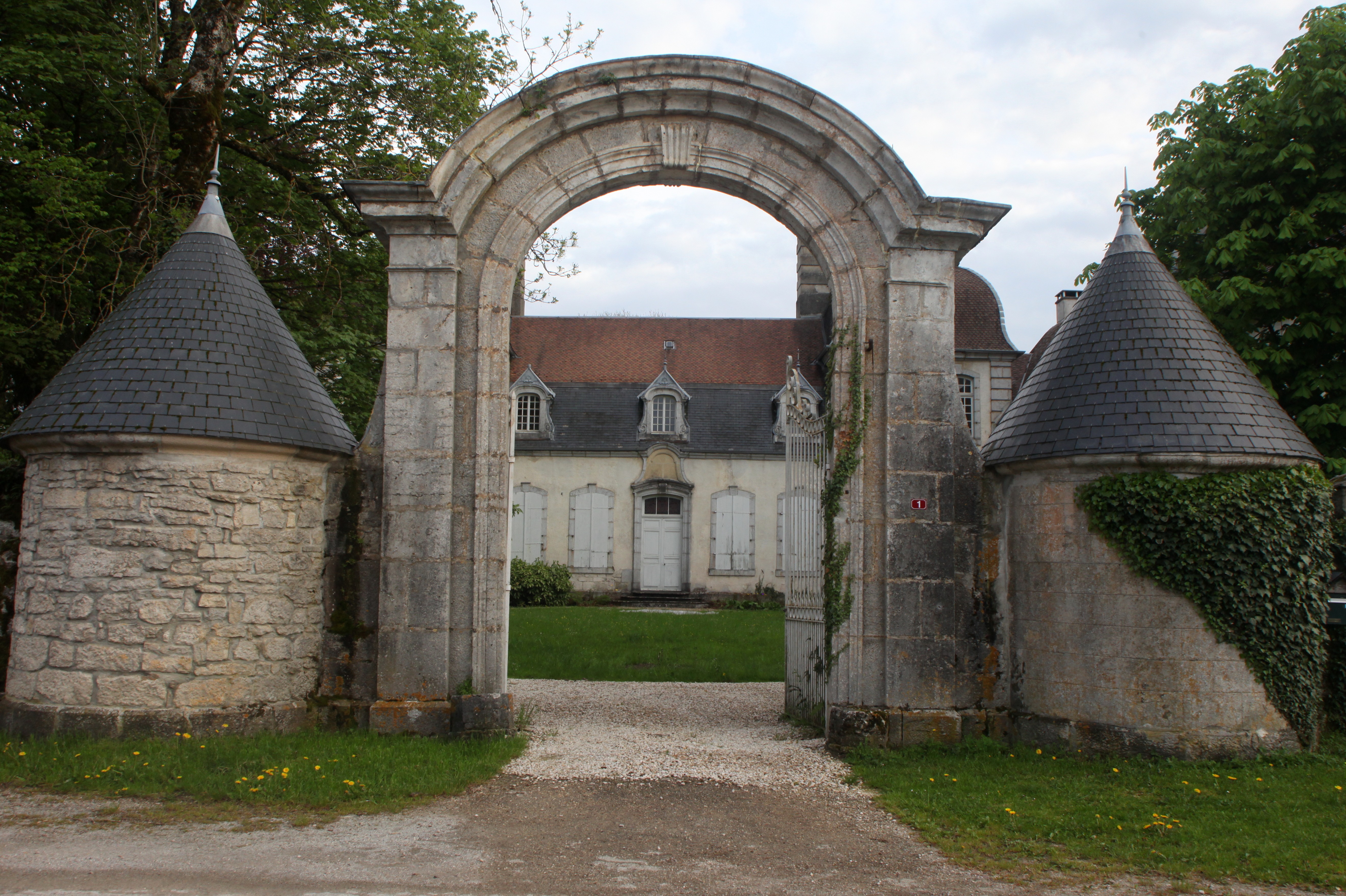
Portail du château.
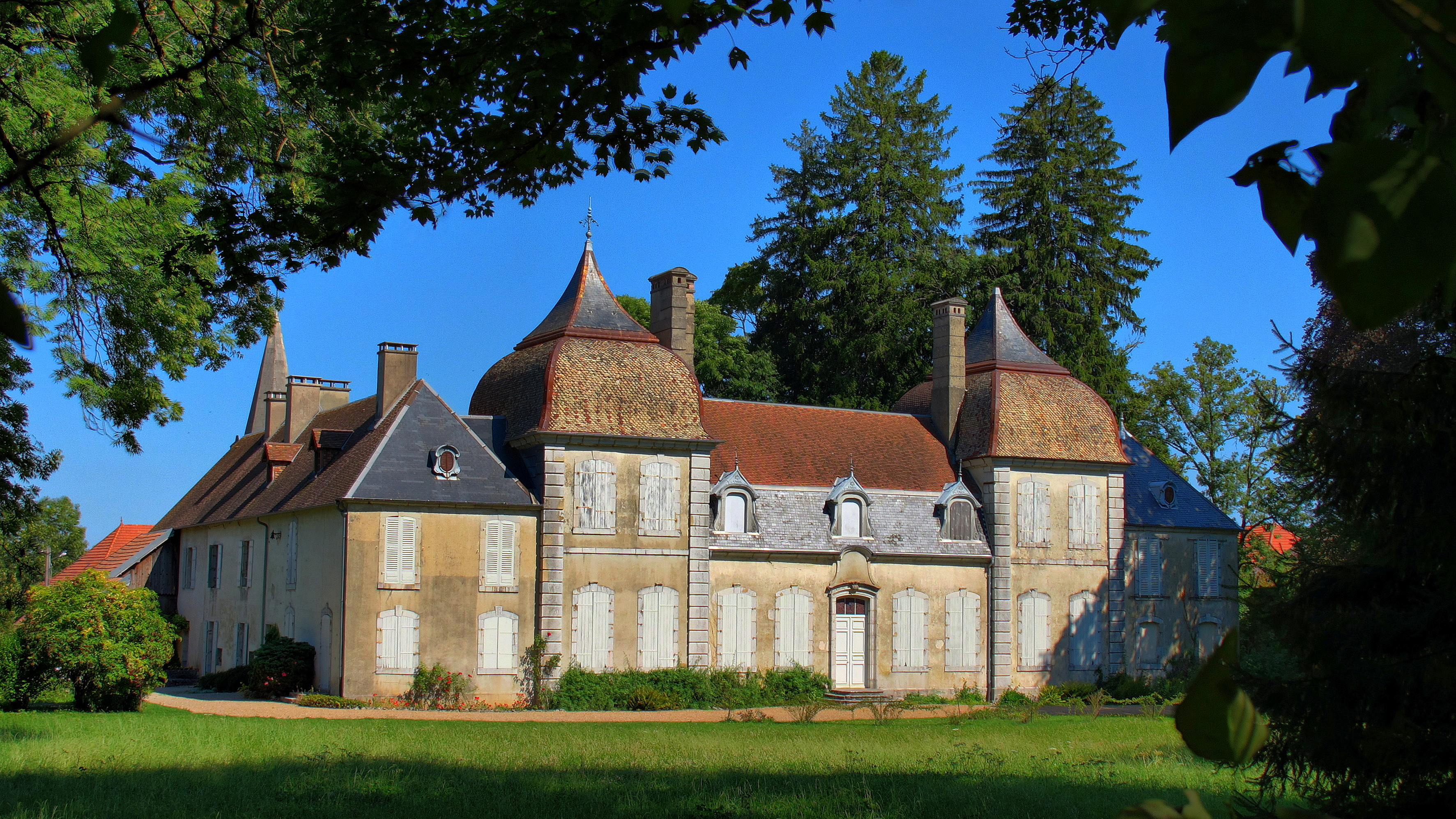
Le château.
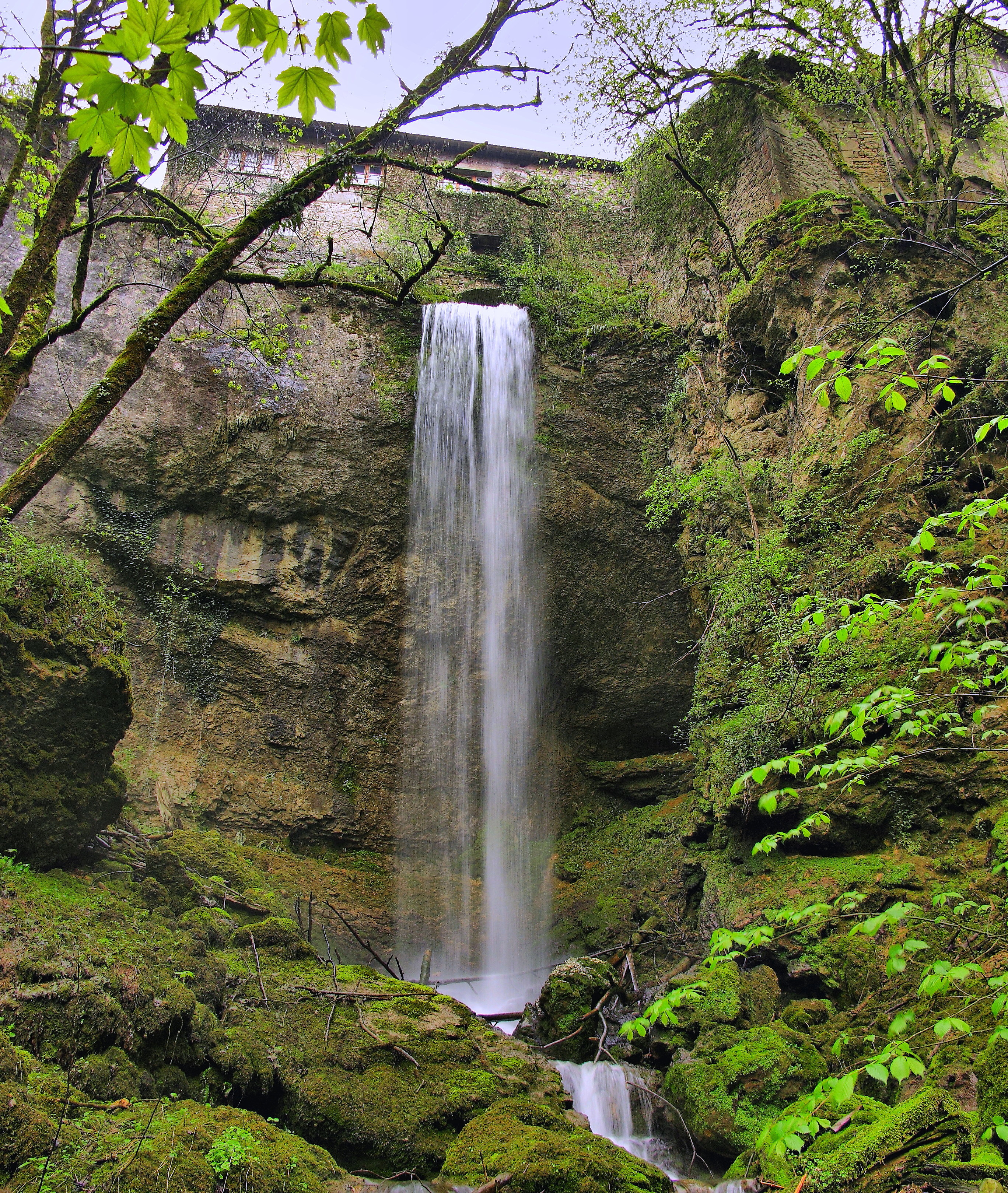
La cascade du moulin.
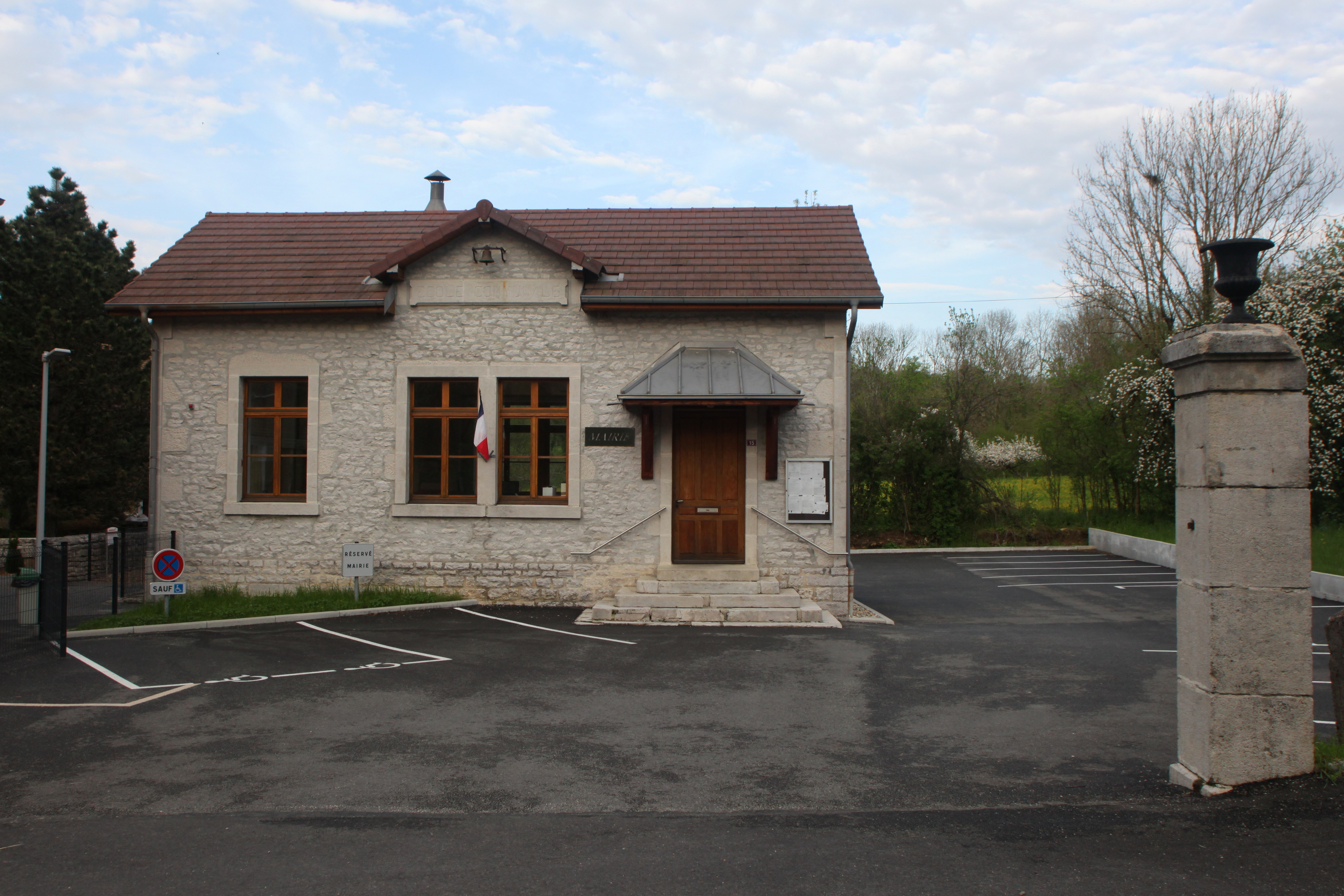
Mairie.

### Héraldique
| Blason de Fertans | Blason  | D'argent à la fasce d'azur chargée de trois étoiles d'or.                        |
| Blason de Fertans | Détails | Armes de la famille de Fertans. Le statut officiel du blason reste à déterminer. |